# Бжезіни (Поддембицький повіт)
Бжезіни (пол. Brzeziny) — село в Польщі, у гміні Унеюв Поддембицького повіту Лодзинського воєводства.
Населення — 110 осіб (2011).
У 1975—1998 роках село належало до Конінського воєводства.

## Демографія
Демографічна структура станом на 31 березня 2011 року:
|          | Загалом | Допрацездатний вік | Працездатний вік | Постпрацездатний вік |
| -------- | ------- | ------------------ | ---------------- | -------------------- |
| Чоловіки | 55      | 18                 | 33               | 4                    |
| Жінки    | 55      | 11                 | 29               | 15                   |
| Разом    | 110     | 29                 | 62               | 19                   |